# Ээнхана
Ээнхана (англ. Eenhana) — небольшой город на севере Намибии, административный центр области Охангвена, а также одноимённого избирательного округа.

## История
До 1990 года в город являлся базой Южно-Африканских сил обороны. С 1990 года является частью независимой Намибии.
В городе расположены по крайней мере пять массовых захоронений бойцов СВАПО, относящихся ко времени Войны за независимость.

## Географическое положение
Город находится в западной части области, вблизи границы с Анголой, на расстоянии приблизительно 560 километров к северо-северо-западу (NNW) от столицы страны Виндхука. Абсолютная высота — 1108 метров над уровнем моря.

## Население
По данным официальной переписи 2001 года, население составляло 3196 человек.
Динамика численности населения города по годам:
| 2001  | 2013  |
| ----- | ----- |
| 3 196 | 3 790 |

## Достопримечательности
В 2008 году, в присутствии президента Намибии Хификепунье Похамбы, был открыт мемориал (Eenhana Memorial Shrine), посвящённый памяти жертв Войны за независимость.

## Транспорт
В окрестностях города расположен одноимённый аэропорт (ICAO: FYEN).

## Города-партнёры
Харелбеке, Бельгия